# (7686) Wolfernst
(7686) Wolfernst (2024 P-L) – planetoida z grupy pasa głównego asteroid okrążająca Słońce w ciągu 3,41 lat w średniej odległości 2,27 j.a. Odkryta 24 września 1960 roku.